# Phosphatkartierung
Mit der Phosphatkartierung lassen sich bei archäologischen Untersuchungen über die Phosphatkonzentration im Boden vergangene Besiedlungsspuren und -strukturen nachweisen.
Die Phosphatkonzentration im Boden resultiert aus der Zersetzung von menschlichen Hinterlassenschaften (z. B. Nahrungsmittelreste oder Fäkalien) durch Mikroorganismen. Am Ende bleiben verschiedene anorganische Salze wie beispielsweise Phosphat übrig. Sie werden durch Eisenverbindungen in der oberen Bodenschicht immobilisiert und verbleiben dort über Jahrtausende.

## Methode
Die zweckmäßigste und aussagekräftigste Methode ist es, den Gehalt des gesamten Phosphors im Boden zu bestimmen (sogenannte Gesamtphosphatmethode), da sich der Phosphor durch menschliche Aktivität (z. B. Düngung oder Viehhaltung) nicht einer bestimmten Fraktion zuordnen lässt. Nachteil hierbei ist ein großer Aufwand und hohe Kosten.
Eine kostengünstigere Methode, die für archäologische Zwecke meist genauso geeignet ist, ist das Glühaufschlussverfahren. Dies kann nur durch eine chemische Analyse von einem  entsprechend ausgestatteten Labor durchgeführt werden.

## Anwendungsmöglichkeiten
Nachweis von:
- Siedlungsarealen
- alten Ackerfluren
- Hausgrundrissen
- unterschiedlicher Nutzung von Flächen

Bei Umschichtungen und Verlagerungen des Bodens kann die Methode nur schlechte Ergebnisse liefern, dazu zählt auch die Düngung. Allerdings ist es möglich, unterhalb des Pflughorizontes eine Phosphorkartierung durchzuführen.